# إندور
إندور (بالإنجليزية: Indore) (/ɪnˈd[invalid input: 'ohr']/، )(Marathi: इंदूर) هي أكبر مدينة والعاصمة التجارية لولاية ماديا براديش الهندية. وهي مركز منطقة إندور ومقاطعة إندور. وتقع مدينة إندور على بُعد 190 كم غرب عاصمة ولاية ماديا براديش بهوبال. ووفقًا لتعداد السكان في الهند عام 2011م، يبلغ عدد سكان مدينة إندور 1960631 نسمة وتأتي في المرتبة الرابعة عشرة لأكثر المدن سكانًا في الهند، بإجمالي عدد سكان يبلغ في المنطقة الحضرية حوالي 2.3 مليون نسمة. وتأتي المدينة في المرتبة رقم 147 من بين أكبر المدن في العالم.
وقد تم تأسيس المدينة الحالية في العقد الأول من القرن الثامن عشر الميلادي بواسطة الزمادرة (zamindar) المحليين بقيادة راو ناندلال تشودري (Rao Nandlal Chaudhary). وخلال حقبة إمبراطورية مراثا، أصبحت إندور مركزًا هامًا بين ديكان ودلهي. وقبل الاستقلال، كانت الولاية الأميرية (21 محليًا) الولاية الأميرية رقم 19 الخاضعة لحكم أسرة هولكار حاكم مراثا، حتى انضمت إلى اتحاد الهند.
وتُعتبر مدينة إندور هي المدينة الهندية الوحيدة التي بها المعهد الهندي للإدارة (IIM) والمعهد الهندي للتكنولوجيا (IIT).

## المناخ
يظهر الجدول التالي التغييرات المناخية على مدار السنة لإندور:
| البيانات المناخية لـإندور                                                   | البيانات المناخية لـإندور | البيانات المناخية لـإندور | البيانات المناخية لـإندور | البيانات المناخية لـإندور | البيانات المناخية لـإندور | البيانات المناخية لـإندور | البيانات المناخية لـإندور | البيانات المناخية لـإندور | البيانات المناخية لـإندور | البيانات المناخية لـإندور | البيانات المناخية لـإندور | البيانات المناخية لـإندور | البيانات المناخية لـإندور |
| الشهر                                                                       | يناير                     | فبراير                    | مارس                      | أبريل                     | مايو                      | يونيو                     | يوليو                     | أغسطس                     | سبتمبر                    | أكتوبر                    | نوفمبر                    | ديسمبر                    | المعدل السنوي             |
| --------------------------------------------------------------------------- | ------------------------- | ------------------------- | ------------------------- | ------------------------- | ------------------------- | ------------------------- | ------------------------- | ------------------------- | ------------------------- | ------------------------- | ------------------------- | ------------------------- | ------------------------- |
| الدرجة القصوى °م (°ف)                                                       | 33.9 (93.0)               | 37.9 (100.2)              | 41.1 (106.0)              | 44.6 (112.3)              | 46.0 (114.8)              | 45.8 (114.4)              | 39.9 (103.8)              | 35.8 (96.4)               | 37.4 (99.3)               | 37.8 (100.0)              | 37.1 (98.8)               | 32.9 (91.2)               | 46.0 (114.8)              |
| متوسط درجة الحرارة الكبرى °م (°ف)                                           | 26.5 (79.7)               | 28.8 (83.8)               | 34.3 (93.7)               | 38.7 (101.7)              | 40.4 (104.7)              | 36.2 (97.2)               | 30.3 (86.5)               | 28.2 (82.8)               | 30.9 (87.6)               | 32.4 (90.3)               | 29.7 (85.5)               | 26.9 (80.4)               | 31.9 (89.4)               |
| المتوسط اليومي °م (°ف)                                                      | 18.2 (64.8)               | 20.2 (68.4)               | 25.3 (77.5)               | 30.0 (86.0)               | 32.4 (90.3)               | 30.1 (86.2)               | 26.5 (79.7)               | 25.1 (77.2)               | 26.0 (78.8)               | 25.3 (77.5)               | 21.8 (71.2)               | 18.8 (65.8)               | 25.0 (77.0)               |
| متوسط درجة الحرارة الصغرى °م (°ف)                                           | 9.8 (49.6)                | 11.4 (52.5)               | 16.2 (61.2)               | 21.2 (70.2)               | 24.4 (75.9)               | 24.1 (75.4)               | 22.6 (72.7)               | 21.9 (71.4)               | 21.1 (70.0)               | 18.1 (64.6)               | 12.2 (54.0)               | 10.6 (51.1)               | 17.9 (64.2)               |
| أدنى درجة حرارة °م (°ف)                                                     | 1.1 (34.0)                | 2.8 (37.0)                | 5.0 (41.0)                | 7.8 (46.0)                | 16.7 (62.1)               | 18.9 (66.0)               | 18.9 (66.0)               | 18.6 (65.5)               | 9.0 (48.2)                | 6.2 (43.2)                | 5.6 (42.1)                | 1.1 (34.0)                | 1.1 (34.0)                |
| الهطول مم (إنش)                                                             | 4 (0.2)                   | 3 (0.1)                   | 1 (0.0)                   | 3 (0.1)                   | 11 (0.4)                  | 136 (5.4)                 | 279 (11.0)                | 360 (14.2)                | 185 (7.3)                 | 52 (2.0)                  | 21 (0.8)                  | 7 (0.3)                   | 1٬062 (41.8)              |
| متوسط أيام هطول الأمطار (≥ 1.0 mm)                                          | 0.8                       | 0.8                       | 0.3                       | 0.3                       | 1.8                       | 8.6                       | 15.9                      | 18.3                      | 8.6                       | 3.1                       | 1.4                       | 0.6                       | 60.5                      |
| متوسط الرطوبة النسبية (%)                                                   | 46                        | 36                        | 25                        | 23                        | 33                        | 58                        | 79                        | 85                        | 73                        | 50                        | 44                        | 48                        | 50                        |
| ساعات سطوع الشمس الشهرية                                                    | 289.0                     | 275.6                     | 287.6                     | 305.9                     | 326.9                     | 208.6                     | 104.1                     | 79.9                      | 180.6                     | 270.8                     | 274.0                     | 281.3                     | 2٬884٫3                   |
| المصدر #1: NOAA                                                             |                           |                           |                           |                           |                           |                           |                           |                           |                           |                           |                           |                           |                           |
| المصدر #2: India Meteorological Department (record high and low up to 2010) |                           |                           |                           |                           |                           |                           |                           |                           |                           |                           |                           |                           |                           |

## أعلام
- كومار باللانا
- سلمان خان
- لاتا مانغيشكار
- مانسي موغي
- جوني والكر

## وصلات خارجية
- إندور على مشروع الدليل المفتوح